# 星海湾海上大橋

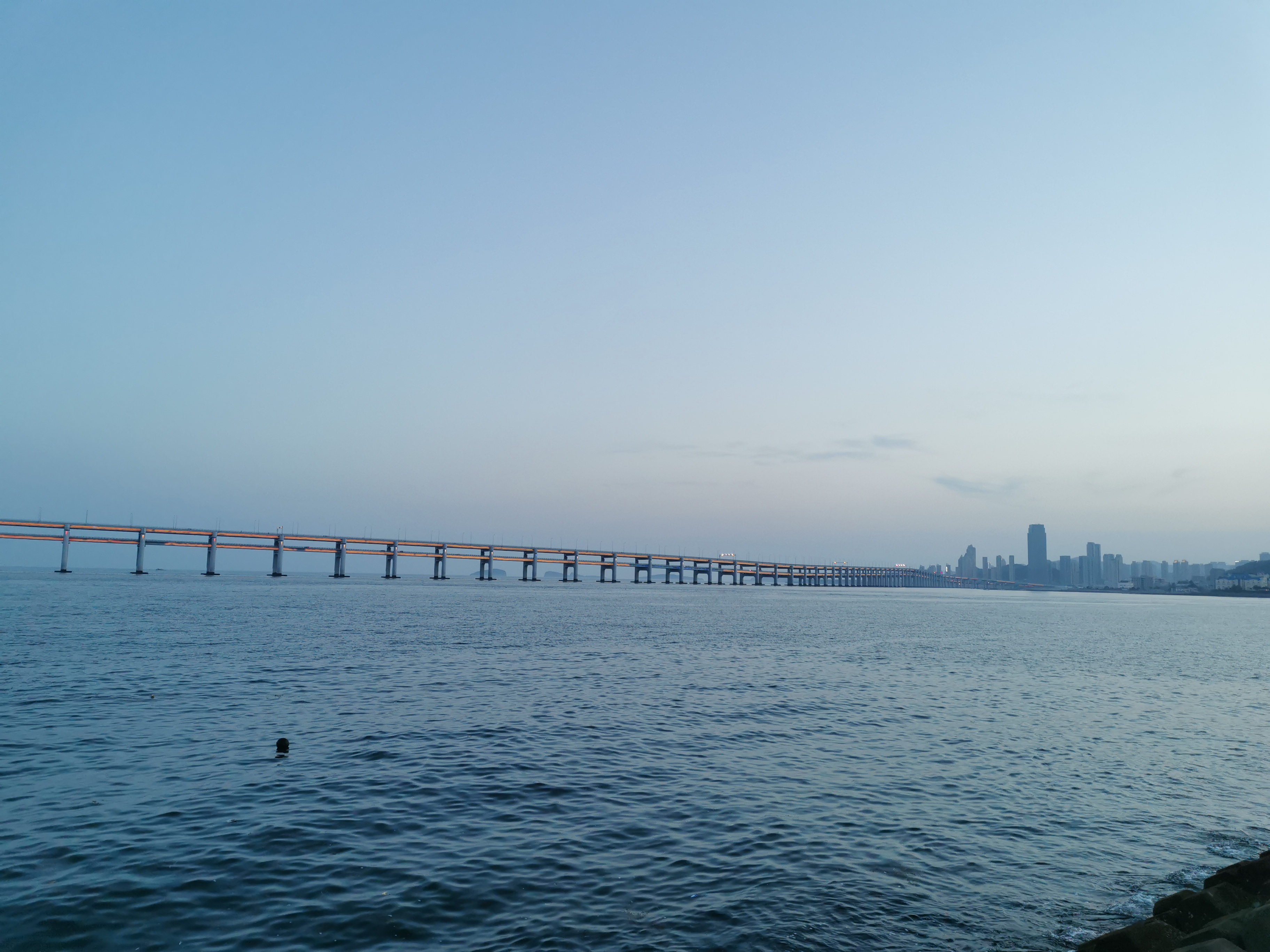
星海湾海上大橋

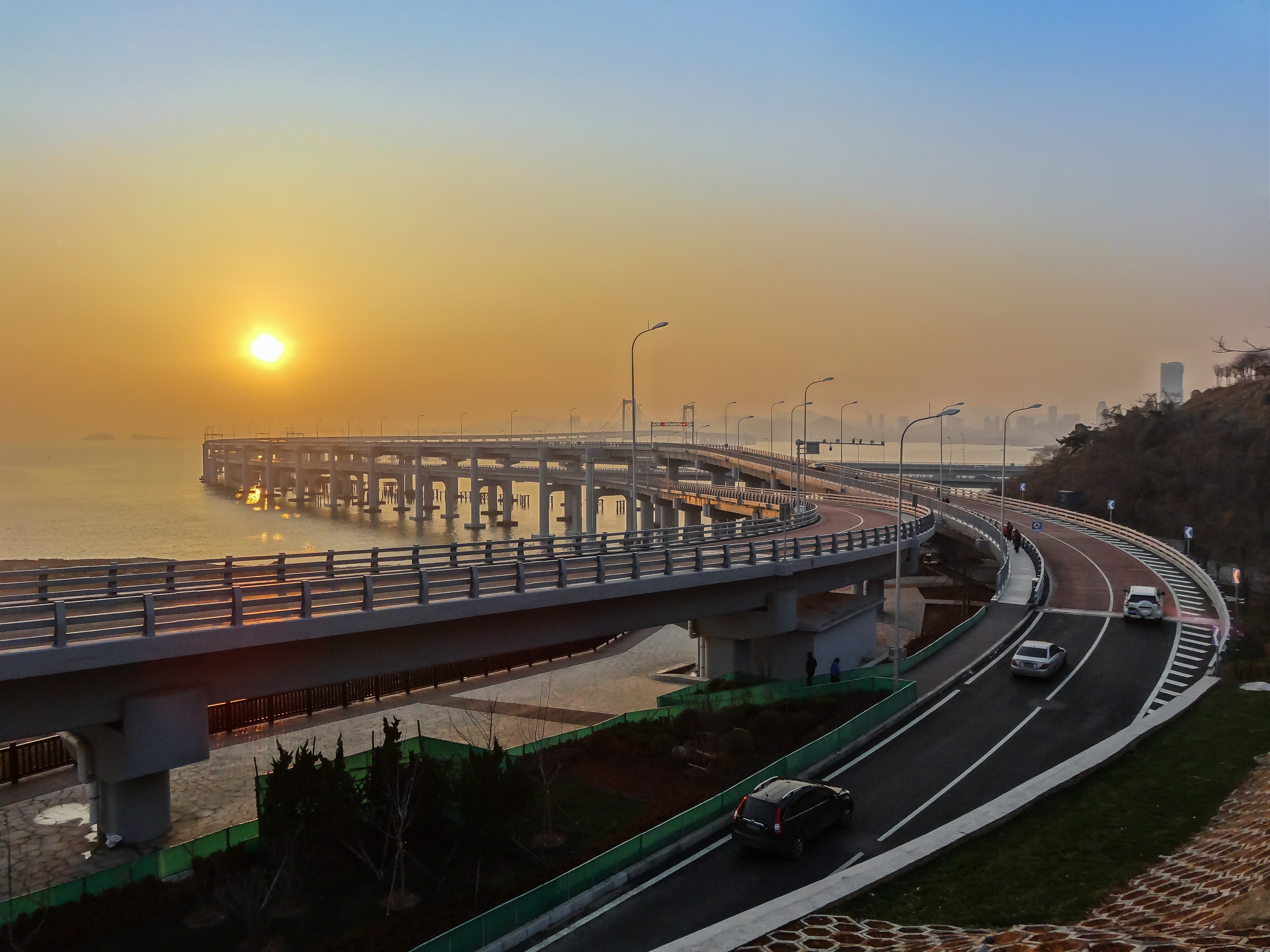
星海湾海上大橋の東部

星海湾海上大橋（せいかいわんかいじょうおおはし、中国語: 星海湾跨海大桥）または大連南岸海上大橋は、略して星海湾海上橋とも呼ばれ、中国遼寧省大連市西崗区と甘井子区の海上にある。

## 概要
星海湾海上橋は通常の橋桁橋と中央部分を吊橋とした橋で、中国初の2層（上段は西向き）の高速道路である。橋の建設は2011年に始まり、2015年10月30日に開通した。全体の長さは6キロメートルで、そのうち吊橋の長さは820メートル、高さは30メートルで、中心部分は星海広場に面している。
この海上橋は、大連市中心部の西部にある大連ハイテクゾーン、東にある金沙灘および付家荘地域を直接接続しているため、市の南西に住む通勤者は星海広場や黒石礁などの混雑した地域を経由せずに、青泥窪橋などの市の東部に直接海を渡ることができ、東西の交通渋滞を緩和する上で重要な役割を果たしてきた
現在は、G201国道の一部になっている。